# طب الفضاء
طب الفضاء (بالإنجليزية:

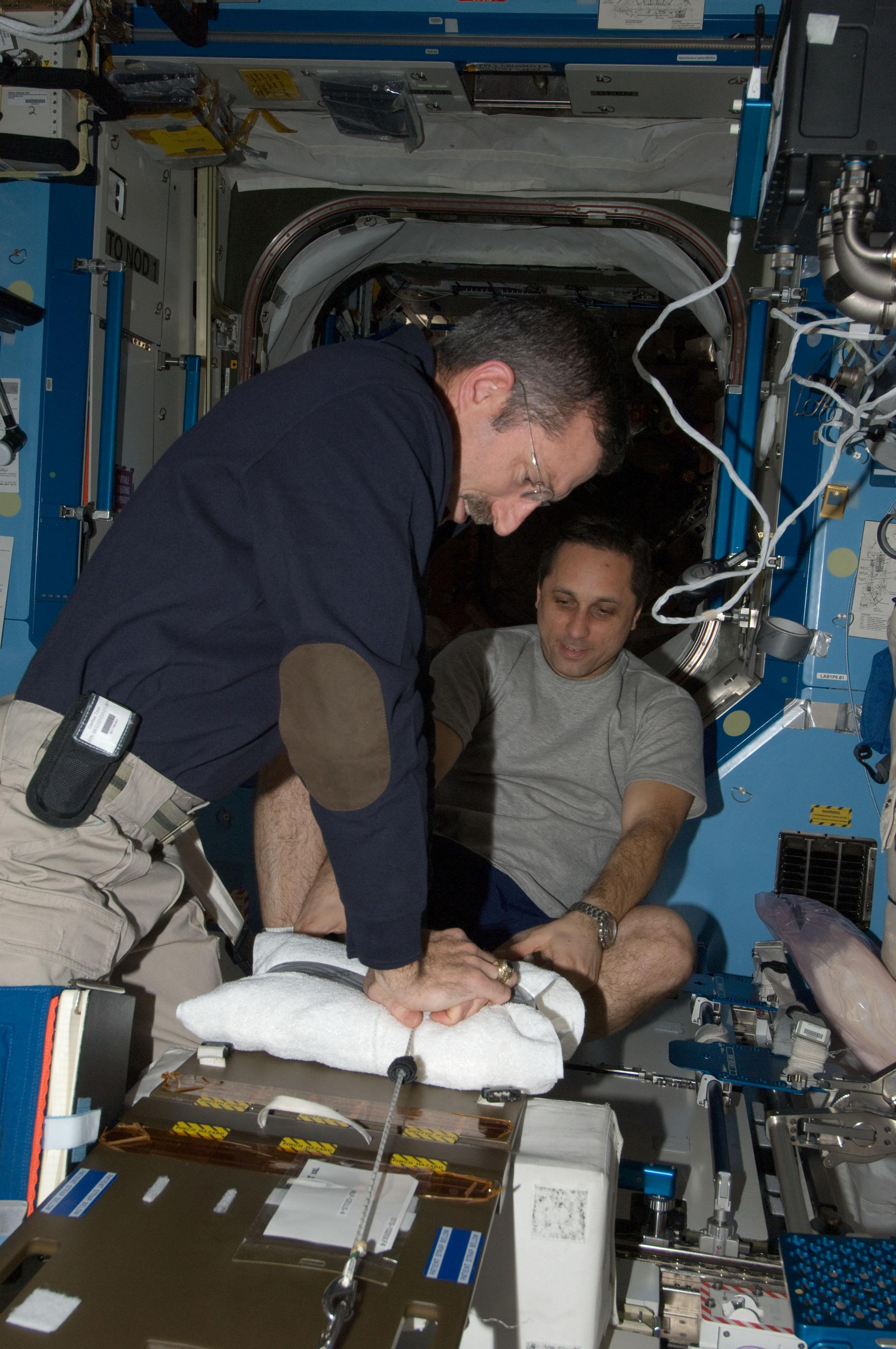
دان بوربانك وأنطون شكابليروف يشتركان في تدريب طبي في وحدة ديستني الموصولة بمحطة الفضاء الدولية. هذا التدريب يتيح لطاقم المركبة الفضائية فرصة التعامل سويا في حالة ظروف طواريء في محطة الفضاء.

Space medicine ) هو الرعاية الصحية لرواد الفضاء أثناء تواجدهم في الفضاء، بينما طهارة رواد الفضاء astronautical hygiene تتعلق بالتطبيقات العلمية والتقنية لمنع أو للتحكم في تعرض رائد الفضاء إلى أخطار قد تهدد حالته الصحية. كل من هاذين الفرعين العلميين يتعاملان سويا بغرض الحفاظ على رائد الفضاء في حالة سليمة ويعمل في بيئة سليمة.
والهدف الرئيسي هو استكشاف كيف يستطيع الإنسان العيش في ظروف صعبة جدا، وأي مدة
يقدر خلالها البقاء في الفضاء، وكذلك بأي سرعة يستطيع رائد الفضاء التأقلم على بيئة الأرض ثانيا بعد عودته من رحلة طويلة إلى الفضاء.
بعض الأعراض مثل احتمال العمى، وفقد في كثافة العظم، فقد ظهرتا على رواد فضاء .

وفي أكتوبر 2015 قدم الطبيب العام لناسا تقريرا عن آثار رحلات الفضاء على صحة الإنسان والاخطار الصحية التي يتعرض إليها رواد الفضاء في بعثاتهم الاستكشافية، بما فيها الأخطار التي سوف يتعرض إليها رواد فضاء في بعثة إلى كوكب المريخ .

## امكانية القيام برحلات فضائية طويلة

تأثير ضعف الجاذبية على توزيع سوائل الجسم في الأجزاء المختلفة للجسم (صورة توضيحية مبالغ فيها) (NASA). من اليسار إلى اليمين : على الأرض ، في الفضاء ، التأقلم على ضعف الجاذبية ، عند العودة إلى الأرض.

بغرض التوصل إلى القيام ببعثات طويلة إلى الفضاء تقوم ناسا بالصرف على أبحاث وتطبيقات الطب الوقائي الفضائي ؛ ولا ينطبق ذلك على الوقاية الصحية الجسمانية فقط وإنما في حالات الإصابات والأزمات النفسية أيضا. وعلى الرغم من أن الإصابات قد تهدد حياة رائد الفضاء، فإن الوقاية من أعراض مرضية جسمانية هامة لأنها تمثل خطرا أكبر على رائد الفضاء. إذ أن عضو البعثة يكون مهددا بسبب إجهادات البعثة وغياب طرق كاملة للمعالجة الصحية في مركبة الفضاء، مما قد يتسبب في نشأة أعراض على رائد الفضاء في الفضاء تكون أشد وقعا عليه مما يحدث له على الأرض في حالة مماثلة.
كذلك يكون وقع تلك الحالة على رواد الفضاء المصاحبين له أكبر، حيث يوجدون في نظام ضيق مغلق يعرضهم لانتشار عدوى. وحتى إذا لم تحدث عدوى فإن سلامة باقي الطاقم قد تكون في خطر بسبب افتقاد الأعمال التخصصية التي يقوم بها الرائد المريض. تلك الأحداث تشكل خطرا أشد بسبب طول بعثة طويلة وما يلزمها من عمليات معقدة يقوم بها طاقم المركبة الفضائية . وليس فقط تكون الحالة الصحية لأعضاء البعثة في خطر وإنما من المحتمل أن يوثر مرض أحد الأفراد على نجاح البعثة الفضائية كلها . وإلغاء بعثة وعودتها بسبب مرض أحد الرواد من قبل إتمام البعثة يعتبر باهظا التكلفة وخطير جدا. "

## اختبارات طبية أثناء البقاء في مكوك الفضاء

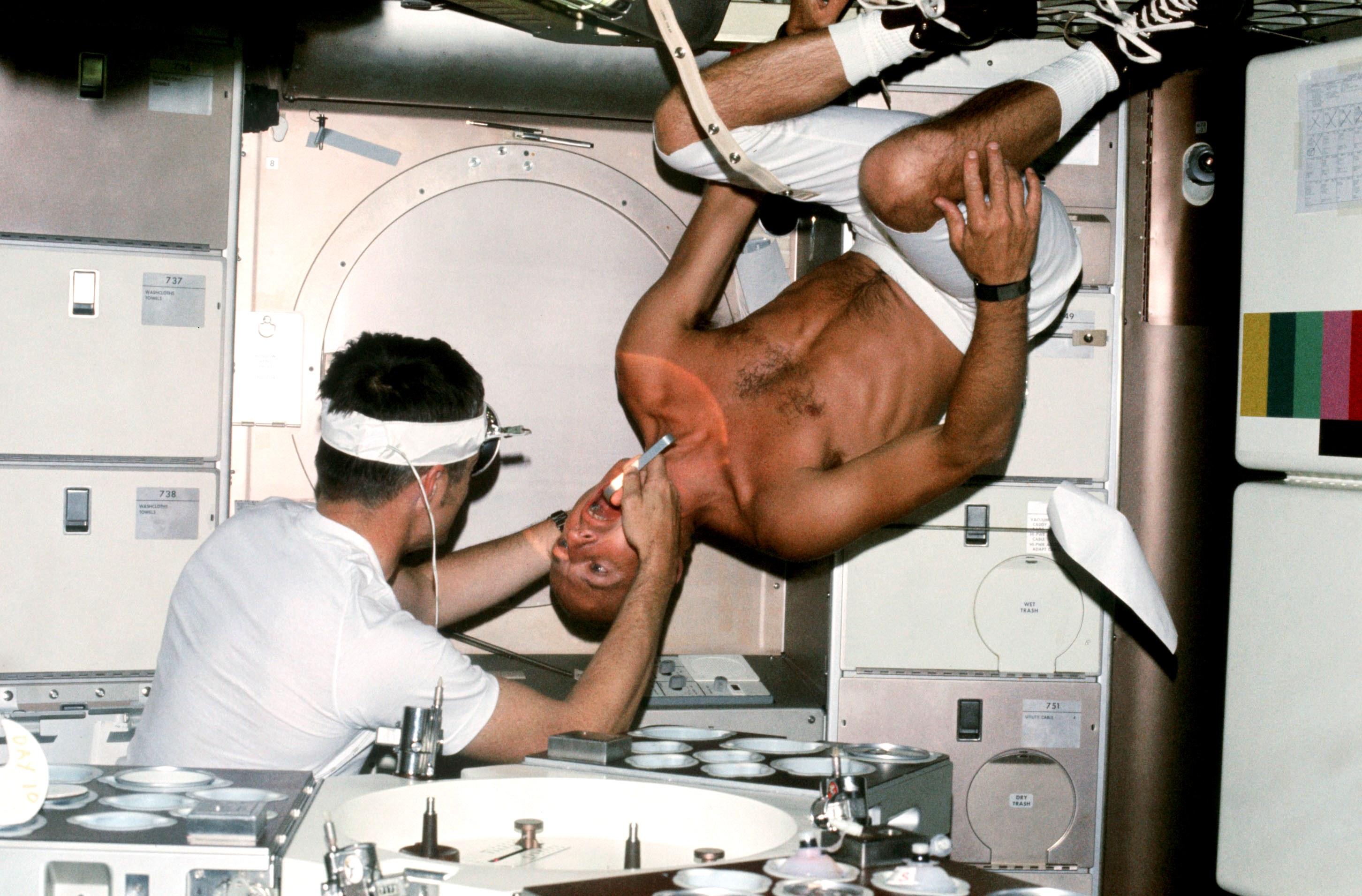
سكايلاب 2 رائد الفضاء تشارلز كونراد أثناء قيام «جوزيف كيرفين» بفحص أسنانه في الجزء الطبي لسكايلاب.

بالقدرة الكبيرة لمكوك الفضاء على أخذ حمولة أصبحت ناسا تزود رواد الفضاء بعتاد طبي أكبر. يتكون العتاد الطبي من صندوقين : صندوق للإسعافات والرابطات، وصندوق للطواريء الطبية . ويحتوي صندوق الإسعافات والرابطات EMK على كبسولات علاجية ( حبات عقارات، وكبسولات أدوية) وأشرطة رابطة وعلاجات موضعية ؛ أما صندوق الطوارئ MBK فهو يحتوي على حقن، وأدوات للقيام بجراحات بسيطة، وللتشخيص /والعلاج، وصندوق للاختبارات الميكروبيولوجية.
وعاد جون غلين - أول رائد فضاء أمريكي يدور حول الأرض - عاد وهو في سن 77 عام للاشتراك في بعثة STS-95 لمواجهة التحديات الجسمانية التي تمنع القيام برحلات طويلة إلى الفضاء : من فقد في كثافة العظام، وضعف العضلات، معاناة عدم التوازن، وقلة النوم، والتغيرات في عمل القلب والأوعية الدموية، وضعف نظام المناعة - وكلها اعراض تواجه الناس الكبار في السن وتواجه رواد الفضاء. وقد قام جون غلين بمجهود عظيم تاريخي بالنسبة إلى استكشاف الفضاء، ولكنه في هذه المرة فهو يقدم نتائج بحوث طبية في مجال علاج الشيخوخة أيضا.

## تأثير الإشعاع
رائد الفضاء السوفيتي فالنتين ليبيديف - الذي قضى 211 يوما في مدار حول الأرض في عام 1982 (وهو رقم قياسي للبقاء في الفضاء) أصيب بعجز في بصره بسبب تكون سحابة في عينيه. . وهو يقول : «لقد تعرضت لأشعاع كبير في الفضاء. ولم أصرح بذلك أثناء الحكم السوفييتي الذي كان يمنع الكلام عن ذلك، ولكني أستطيع اليوم القول أنني قد أضررت نفسي بالقيام بتلك البعثة الطويلة.»
وقدم علماء ناسا تقريرا في 31 مايو 2013 أن احتمال قيام رحلة مأهولة إلى المريخ قد تعرض رواد الفضاء إلى أخطار الإشعاع بسبب كميات فيض الجسيمات الأولية التي تخترق جدران المركبة الفضائية التي سوف يتعرض لها الرواد - وقد قامت أجهزة القمر الصناعي المعمل العلمي للمريخ أثناء رحلتها إلى المريخ 2011-2012 بتسجيل كميات الإشعاع التي تعرضت لها.

## اقرأ أيضا
- سكوت كيلي
- بعثة السنة الكاملة لمحطة الفضاء الدولية